# Patiscus nagatomii
Patiscus nagatomii är en insektsart som beskrevs av Oshiro 1999. Patiscus nagatomii ingår i släktet Patiscus och familjen syrsor. Inga underarter finns listade i Catalogue of Life.